# Louis Kunstmann
Louis Kunstmann (* 10. September 2000 in Bad Soden am Taunus) ist ein deutscher Volleyballspieler.

## Karriere
Kunstmann spielte als Jugendlicher beim TuS Kriftel. Von 2016 bis 2018 war er in der zweiten Bundesliga beim Volleyball-Internat Frankfurt aktiv. Der Mittelblocker gehörte auch zur deutschen Junioren-Nationalmannschaft. In der Saison 2018/19 spielte er mit dem Juniorenteam des VC Olympia Berlin in der ersten Bundesliga. Parallel dazu stand er auch im Kader des Bundesligisten United Volleys Frankfurt. Mit den United Volleys erreichte er in den Bundesliga-Playoffs 2018/19 das Viertelfinale. In der folgenden Saison kam der Verein ins DVV-Pokal-Viertelfinale und stand beim Saisonabbruch der Bundesliga auf dem zweiten Tabellenplatz.
Von 2020 bis 2025 studierte der Mittelblocker an der University of Calgary und spielte in der Universitätsmannschaft Dinos. 2025 wurde Kunstmann vom VfB Friedrichshafen verpflichtet.

## Familie
Louis Kunstmanns jüngerer Bruder Joscha Kunstmann spielt ebenfalls in der Bundesliga.